# Маркус Фербер
Маркус Фербер (нім. Markus Ferber; нар. 15 січня 1965, Аугсбург, Баварія) — німецький інженер і політик, член Європейського парламенту IV, V, VI і VII скликань.

## Біографічна довідка
У 1990 році отримав ступінь бакалавра в галузі електротехніки в Технічному університеті в Мюнхені. До 1994 року він працював в професії інженера і конструктора.
З 1990 по 1999 він був радником міста Бобінген, з 1996 року у районній раді Аугсбурга. Він відноситься до Християнсько-соціального союзу в Баварії, голова ХСС в Аугсбурзі, а з 1999 — керівник групи Європейського ХСС.
У 1994 році вперше отримав мандат депутата Європарламенту. У 1999, 2004 і 2009 роках він продовжує переобиратись.
Він був нагороджений орденом За заслуги перед Федеративною Республікою Німеччина.